# Lycée de la vieille ville de Königsberg

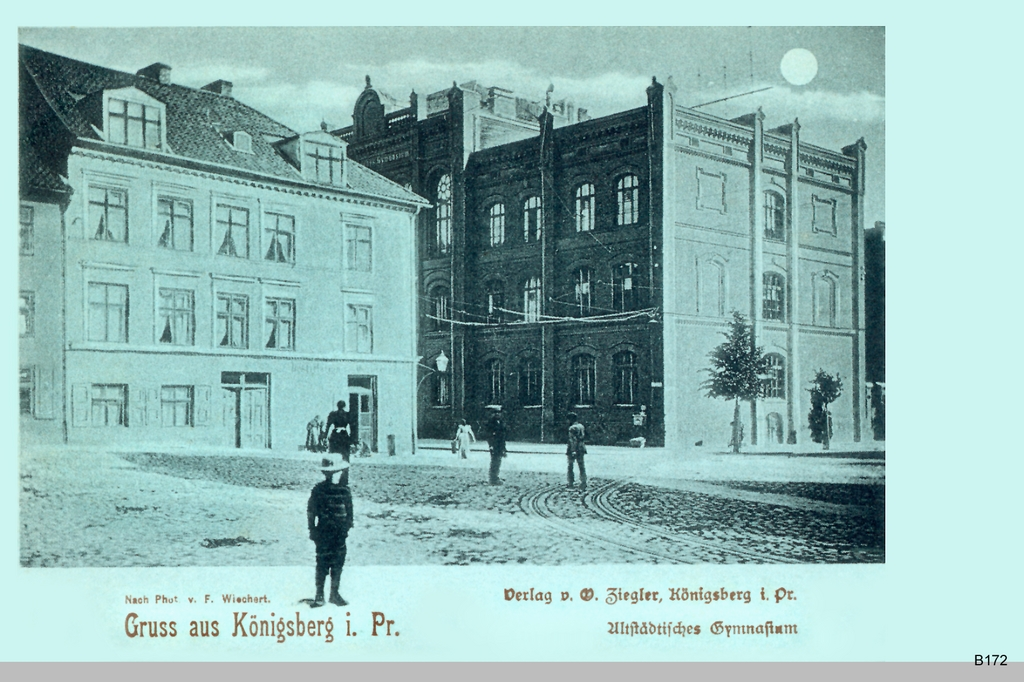
Le lycée de la vieille ville

Le lycée de la vieille ville de Königsberg ou lycée Palaeopolitanum Regiomonti est le deuxième plus ancien lycée de la ville de Prusse-Orientale de Königsberg, situé dans le quartier d'Altstadt.

## Histoire
Le lycée est fondé en tant qu'école latine en 1525, qui remonte à l'ancienne école paroissiale de la ville, mentionnée pour la première fois en 1376. À partir de 1811, elle est rouverte selon les idées de réforme néo-humanistes de Wilhelm von Humboldt en tant que lycée dans son plan d'école de Königsberg (de).
En raison de ses idéaux éducatifs humanistes, il est donc considéré comme une institution d'élite dans la province de Prusse-Orientale et en royaume de Prusse, aux côtés du Collège Fridericianum et du lycée de Kneiphof. Le 6 janvier 1923, il est combiné avec le lycée de Kneiphof pour former le lycée d'Altstadt-Kneiphof. Le bâtiment de l'école commune est celui du lycée de Kneiphof. Le bâtiment vacant continue à être utilisé par le lycée Körte (de) à partir de 1925.
Lors des raids aériens sur Königsberg dans la nuit du 29/30 août 1944, le bâtiment de l'école est gravement endommagé par les bombes britanniques et brûle complètement. Les opérations scolaires reprennent en octobre 1944 dans un bâtiment de remplacement pour les deux lycées humanistes (lycée de la ville et Collège Frédéric) et se sont poursuivies jusqu'en janvier 1945. Le 23 janvier 1945, toutes les écoles de la ville sont fermées par ordre officiel et l'ancien lycée de la ville cesse également d'exister.

## Personnalités

### Professeurs
- Johann Michael Hamann (de) (1769-1813), fils du philosophe Hamann, ami de Kant, poète et enseignant, 1794 vice-principal par l'ami de Kant et Hamann, von Hippel, 1796-1813 recteur des idées novatrices
- Christoph Wilhelm Busolt (de) (1771–1831), pédagogue réformé, enseignant 1788–1798
- Friedrich Ellendt (de) (1796-1855), philologue classique, professeur adjoint 1819-1821, professeur principal 1821-1835
- Ernst Ellendt (de) (1803-1863), philologue classique, directeur 1838-1863
- Carl Ludwig Bender (1811–1893), enseignant principal, propriétaire d'un manoir à Catharinenhof près de Tharau, arrondissement de Königsberg
- Julius Rupp (1809-1884), théologien, publiciste et conférencier à l'Albertina
- Rudolf Möller (de) (1815–1885), philologue ; directeur et chroniqueur de l'école
- Georg Bujack (de) (1835–1891), professeur principal, préhistorien
- O. Retzlaff, professeur, professeur principal vers 1885
- Heinrich Babucke (de) (1841-1902), philologue classique, directeur de lycée, successeur de Möller[2]
- Richard Armstedt (1851-1931), enseignant principal, historien
- Georg Lejeune Dirichlet (de) (1858-1920), directeur, chef du conseil municipal de Königsberg
- Emil Doerstling (de) (1859-1940), peintre (Kant et ses compagnons de table, 1892)
- Eduard Loch (1868-1945), spécialiste des classiques, enseignant principal (1900) et professeur de lycée (1908)
- Arthur Mentz (de) (1882–1957), éducateur, théologien et historien, 1921–1945 directeur de l'école, sténographe passionné et historien de la sténographie, professeur de Johannes Bobrowski, directeur des études depuis 1932 ; éditeur des notices "Stadtgymnasium Altstadt-Kneiphof"
- Georg Christoph Pisanski (1725–1790)
- Max Sellnick (1884–1971), chercheur sur les acariens
- Reinhard Adam, maître de classe de Bobrowski, auparavant enseignant à Tilsit

### Élèves
Par ordre alphabétique
- Siegfried Heinrich Aronhold (de) (1819–1884), mathématicien et physicien
- Heinrich Dietrich Otto Ferdinand von Behr (mort en 1880), surintendant du diocèse de Mohrungen, père d'Anton von Behr (de)
- Georg Bender (de) (1848-1924), maire de longue date de la ville de Breslau
- Johannes Bobrowski (1917-1965), poète et conteur
- Alexander August von Buchholtz (de) (1802–1856), juriste à Königsberg
- Carl Bulcke (de) (1875-1936), écrivain et procureur
- Heinrich Eduard Dirksen (de) (1790–1868), historien du droit
- Heinrich Dembowski (de) (1812-1901), philologue, directeur de l'orphelinat  et de lycée à Königsberg
- Johann Wilhelm Ebel (de) (1784–1861), théologien
- Hermann Eilsberger (de) (1837-1908), pasteur à Königsberg
- Julius Ellinger (de) (1817–1881), professeur de mathématiques à Königsberg et Tilsit
- Johann Funk (de) (1792–1867), pasteur de l'église Sainte-Marie de Lübeck
- Otto Gisevius (de) (1821–1871), administrateur de l'arrondissement d'Allenstein
- Erich Granaß (de) (1877–1958), avocat et conseiller municipal de Berlin
- Ernst Gutzeit (de) (1863–1927), professeur d'université
- Max Hagedorn (de) (1852-1914), médecin et entomologiste, député du Bürgerschaft de Hambourg
- August Hagen (1797–1880), écrivain d'art, romancier, premier professeur d'histoire de l'art et d'esthétique en Prusse
- Johann Hecker (de) (1625-1675), astronome à Dantzig
- Max Hein (de) (1885-1949), historien et archiviste
- Otto Hesse (1811–1874), mathématicien à Heidelberg
- Reinhold Bernhard Jachmann (de) (1767–1843), théologien
- Robert Jaensch (de) (1817–1892), professeur de mathématiques
- Victor Laudien (de) (1866-1945), pasteur et surintendant à Königsberg
- Karl Ludwig Kahlbaum (1828–1899), psychiatre
- Hans Kiewning (de) (1864–1939), directeur des archives et de la bibliothèque à Detmold
- Matthias Knutzen (1646-après 1676), critique de religion
- Friedrich Lewald (de) (1794–1858), homme politique financier, directeur des chemins de fer
- Harry Liedtke (1882-1945), acteur
- Johann Eduard Loch (de) (1840-1905), philologue classique
- Hermann Minkowski (1864-1909), mathématicien
- Alexander Oppenheim (juriste) (de) (1819–1898), avocat et photographe
- Otto Georg Oppenheim (de) (1817-1909), avocat et conseiller en chef du tribunal
- Rudolph Oppenheim (de) (1811–1871), banquier
- Georg Rauschning (de) (1876–1956), avocat administratif et administrateur de l'arrondissement de Czarnikau
- Friedrich Julius Richelot (1808–1875), mathématicien
- Julius Rupp (1809-1884), théologien
- Heinz Schimmelpfennig (de) (1905-1983), avocat administratif
- Franz Schlegelberger (1876-1970), secrétaire d'État au ministère de la Justice du Reich, ministre de la Justice par intérim à l'époque nazie
- Ernst Reinhold Schmidt (de) (1819-1901), chef des immigrants allemands en Pennsylvanie
- Heinrich Schröter (de) (1829–1892), mathématicien
- Otto Schumann (de) (1805–1869), directeur du tribunal régional, député de la chambre des représentants de Prusse
- Arnold Sommerfeld (1868–1951), mathématicien et physicien théoricien
- Walter Telemann (de) (1882-1941), interniste et radiologue
- George Wichert (de) (1811–1876), philologue classique, latiniste moderne et directeur de lycée
- Hans Widera (de) (1887-1972), avocat d'affaires
- Carl Witt (de) (1815–1891), homme politique libéral